# Lijst van Tengellidae
Deze pagina beschrijft alle soorten spinnen uit de familie der Tengellidae.

## Anachemmis
Anachemmis Chamberlin, 1919
- Anachemmis aalbui Platnick & Ubick, 2005
- Anachemmis beattyi Platnick & Ubick, 2005
- Anachemmis jungi Platnick & Ubick, 2005
- Anachemmis linsdalei Platnick & Ubick, 2005
- Anachemmis sober Chamberlin, 1919

## Calamistrula
Calamistrula Dahl, 1901
- Calamistrula evanescens Dahl, 1901

## Lauricius
Lauricius Simon, 1888
- Lauricius hemicloeinus Simon, 1888
- Lauricius hooki Gertsch, 1941

## Liocranoides
Liocranoides Keyserling, 1881
- Liocranoides archeri Platnick, 1999
- Liocranoides coylei Platnick, 1999
- Liocranoides gertschi Platnick, 1999
- Liocranoides tennesseensis Platnick, 1999
- Liocranoides unicolor Keyserling, 1881

## Socalchemmis
Socalchemmis Platnick & Ubick, 2001
- Socalchemmis arroyoseco Platnick & Ubick, 2007
- Socalchemmis bixleri Platnick & Ubick, 2001
- Socalchemmis cajalco Platnick & Ubick, 2001
- Socalchemmis catavina Platnick & Ubick, 2001
- Socalchemmis cruz Platnick & Ubick, 2001
- Socalchemmis dolichopus (Chamberlin, 1919)
- Socalchemmis gertschi Platnick & Ubick, 2001
- Socalchemmis icenoglei Platnick & Ubick, 2001
- Socalchemmis idyllwild Platnick & Ubick, 2001
- Socalchemmis kastoni Platnick & Ubick, 2001
- Socalchemmis miramar Platnick & Ubick, 2001
- Socalchemmis monterey Platnick & Ubick, 2001
- Socalchemmis palomar Platnick & Ubick, 2001
- Socalchemmis prenticei Platnick & Ubick, 2001
- Socalchemmis rothi Platnick & Ubick, 2001
- Socalchemmis shantzi Platnick & Ubick, 2001
- Socalchemmis williamsi Platnick & Ubick, 2001

## Tengella
Tengella Dahl, 1901
- Tengella albolineata (F. O. P.-Cambridge, 1902)
- Tengella perfuga Dahl, 1901
- Tengella radiata (Kulczynski, 1909)

## Titiotus
Titiotus Simon, 1897
- Titiotus californicus Simon, 1897
- Titiotus costa Platnick & Ubick, 2008
- Titiotus flavescens (Chamberlin & Ivie, 1941)
- Titiotus fresno Platnick & Ubick, 2008
- Titiotus gertschi Platnick & Ubick, 2008
- Titiotus hansii (Schenkel, 1950)
- Titiotus heberti Platnick & Ubick, 2008
- Titiotus humboldt Platnick & Ubick, 2008
- Titiotus icenoglei Platnick & Ubick, 2008
- Titiotus madera Platnick & Ubick, 2008
- Titiotus marin Platnick & Ubick, 2008
- Titiotus roadsend Platnick & Ubick, 2008
- Titiotus shantzi Platnick & Ubick, 2008
- Titiotus shasta Platnick & Ubick, 2008
- Titiotus tahoe Platnick & Ubick, 2008
- Titiotus tulare Platnick & Ubick, 2008

## Wiltona
Wiltona Koçak & Kemal, 2008
- Wiltona filicicola (Forster & Wilton, 1973)